# M120 Rak
M120 Rak – moździerz samobieżny kalibru 120 mm, wyposażony w automat ładowania, montowany na podwoziu gąsienicowym (SMG 120 / M120G) i kołowym (SMK 120 / M120K), zaprojektowane w Hucie Stalowa Wola S.A.. Produkcja seryjna rozpoczęła się w 2016 roku, a pierwsza dostawa miała miejsce w 2017 roku.

## Historia rozwoju

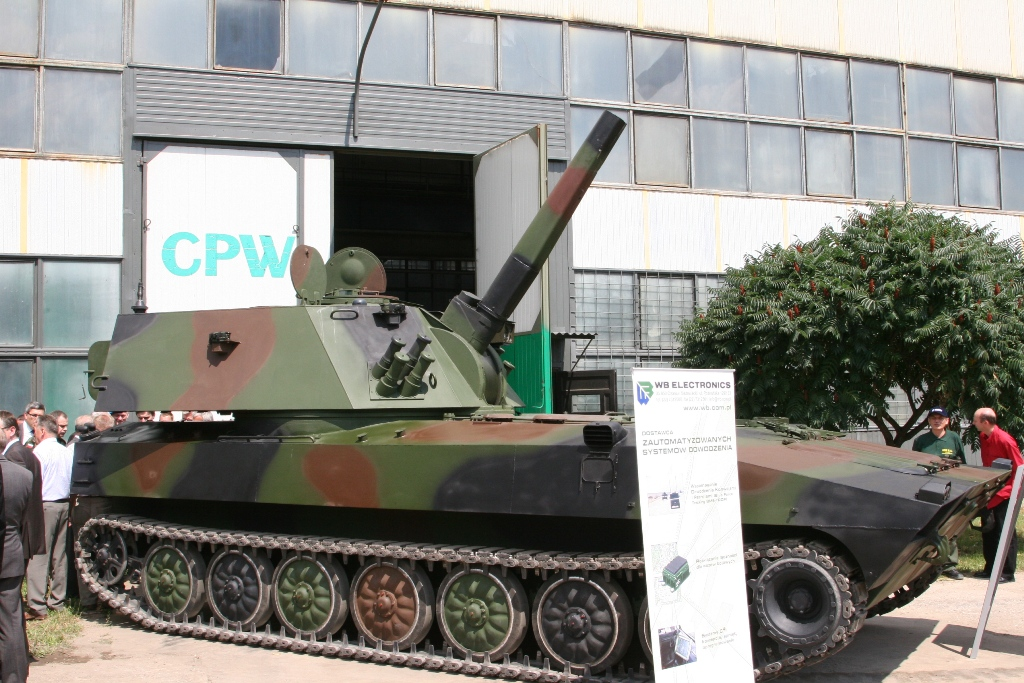
Prototyp moździerza SMG 120 mm RAK na lekkim podwoziu gąsiennicowym (LPG) (2010)

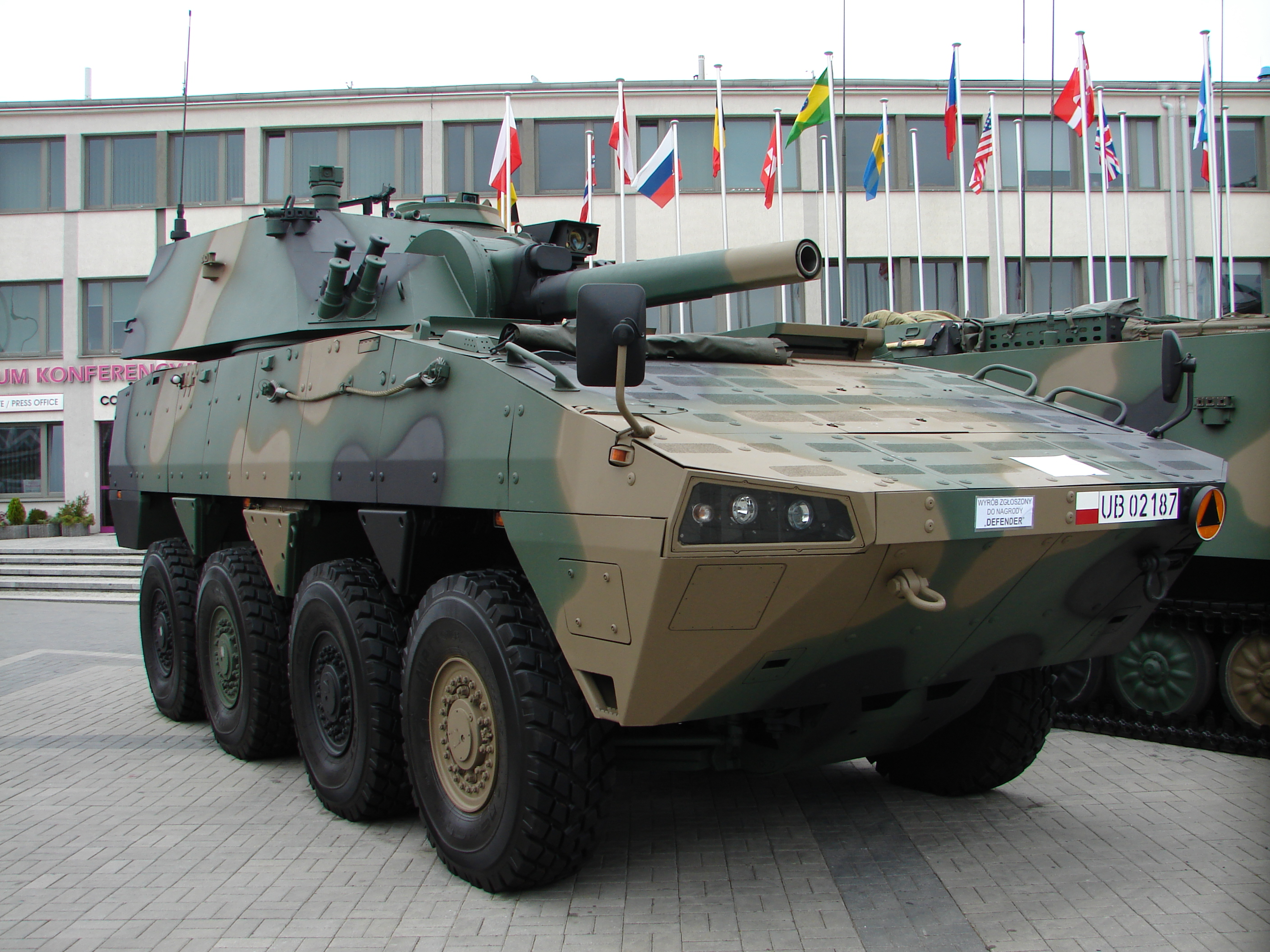
Prototyp moździerza SMK 120 mm RAK na podwoziu KTO Rosomak (2011)

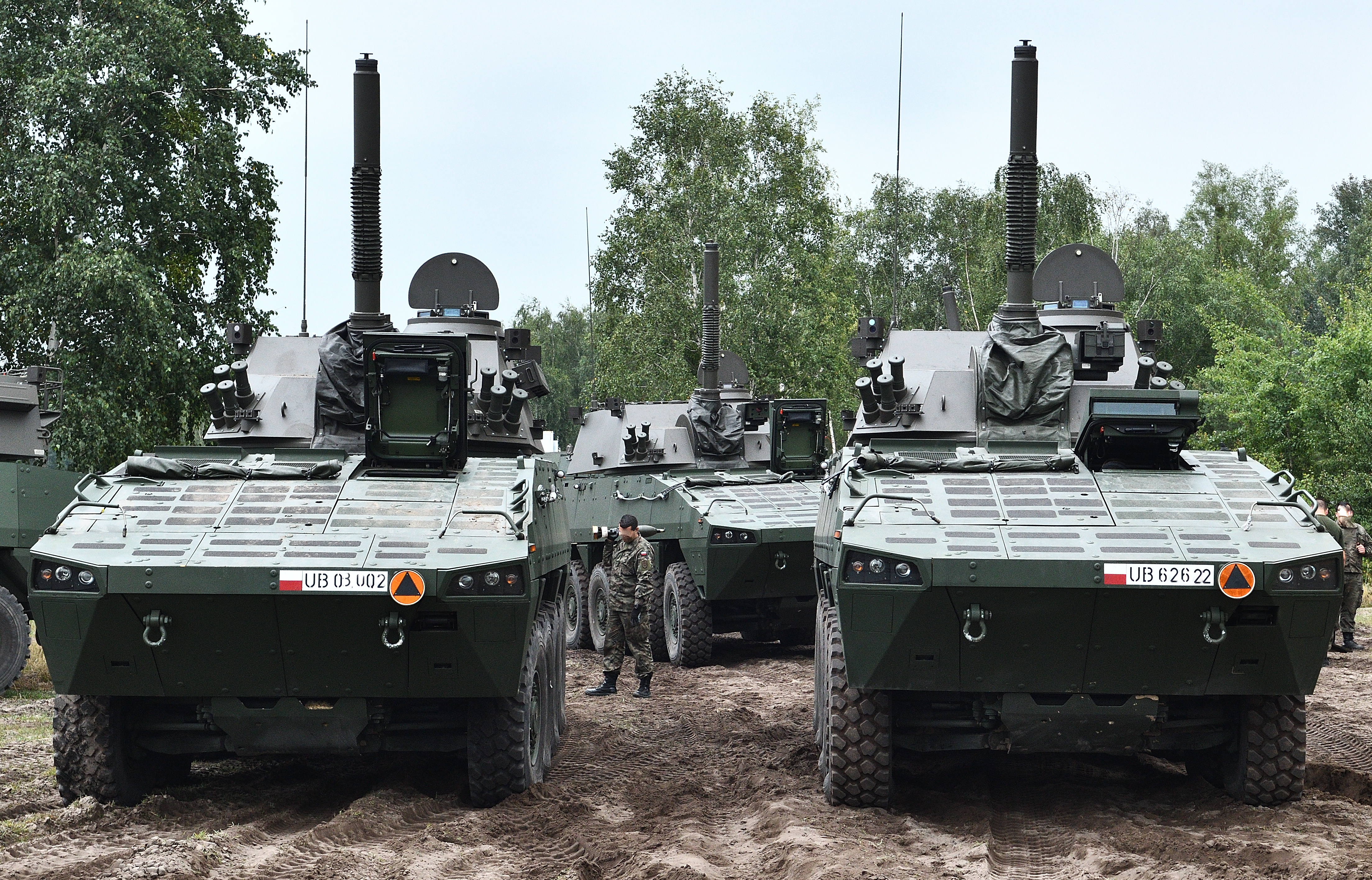
Testy poligonowe moździerzy SMK 120 przed przekazaniem ich do służby (2019)

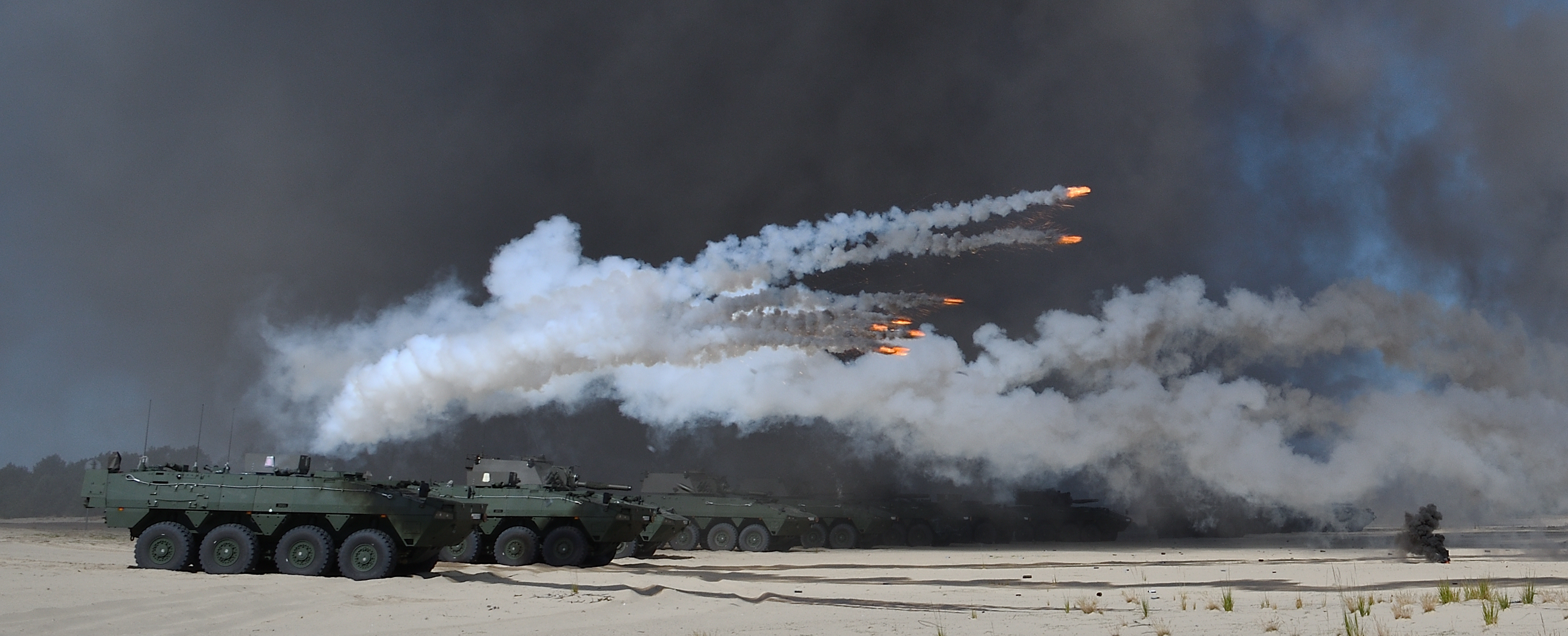
Testy poligonowe moździerzy SMK 120 oraz wozów dowodzenia AWD przed przekazaniem ich do służby (2019)

Zamysł stworzenia mobilnego moździerza dla Wojska Polskiego narodził się w 2004 roku, wraz z rozwojem programu transportera opancerzonego Rosomak. W tym roku Szefostwo Wojsk Rakietowych i Artylerii wysunęło propozycję wprowadzenia samobieżnych moździerzy na podwoziu kołowym do batalionowych zespołów bojowych wyposażonych w Rosomaki. Dosyć szybko ustalono koncepcję autonomicznego zespołu wieżowego z moździerzem samoczynnym do zastosowania na różnych nośnikach. Projekt początkowo projektowany był jako inwestycja własna Huty Stalowa Wola (HSW).
W 2005 roku rozpoczęto konkretne prace, finansowane ze środków własnych, a w marcu 2006 roku uzyskano dofinansowanie z Ministerstwa Nauki i Szkolnictwa Wyższego na realizację projektu. Wiosną tego roku ujawniono prace nad polskim moździerzem samobieżnym. Zgodnie z harmonogramem opracowanie systemu wieżowego miało trwać do końca sierpnia 2008 roku, a budowa i testy fabryczne prototypu do końca marca 2010 roku. Doświadczenie Huty w produkcji systemów artyleryjskich zaprocentowało i prace kontynuowano w szybkim tempie – już w lipcu 2008 roku oddano pierwsze strzały z kompletnej części artyleryjskiej moździerza, a we wrześniu tego roku demonstrator wieży wystawiono na Międzynarodowym Salonie Przemysłu Obronnego w Kielcach. Jeszcze jesienią tego roku zamontowano nową wieżę na zmodyfikowanym podwoziu gąsienicowym zaadaptowanym z haubicy Goździk. Po próbach wprowadzono do systemu wieżowego modyfikacje układu dosyłania amunicji, zamiast jednego luku do magazynu amunicyjnego w modelu w prototypie zastosowano dwa. W marcu 2009 roku ukończono demonstrator moździerza na podwoziu gąsienicowym, który przechodził od września tego roku próby zakładowe.
W 2009 roku rozpoczęto również prace nad projektem moździerza na nośniku kołowym. Jednocześnie rozpoczęto negocjacje z MON w sprawie zamówienia pierwszego prototypowego modułu ogniowego. Ostatecznie 1 października 2009 roku CPW HSW S.A. i DPZ MON zawarły umowę na realizację pracy badawczo-rozwojowej pod nazwą „Kompanijny moduł ogniowy 120-mm moździerzy samobieżnych” nazwany Rak.
W 2010 roku ukończono prototypy moździerza: pierwszy na podwoziu Rosomaka i drugi na nośniku gąsienicowym. Egzemplarze prototypowe posiadały zmodyfikowany celownik, zmniejszono wymiary wieży, zmieniono konstrukcję kosza transportowego na wieży, zmodyfikowano mechanizmy obrotu, wprowadzono inną konstrukcję bloku napędu wieży, usprawniono automat ładowania i konstrukcję magazynu amunicji. Zastosowano również czujnik odrzutu lufy i wymuszony przedmuch lufy po każdym strzale. Wykonano pierwsze zakładowe testy stacjonarne z pierwotną wieżą zamontowaną na Rosomaku. W 2010 roku ukończono prototyp na podwoziu transportera Rosomak z Wojskowych Zakładów Mechanicznych w Siemianowicach, zaś w pierwszej połowie 2011 roku przeprowadzono próby kołowego moździerza oraz rozpoczęto prace nad podwoziem gąsienicowym pod system wieżowy, który miał zostać osadzony na podwoziu gąsienicowym. Próby ujawniły kilka wad konstrukcyjnych, które wyeliminowano, zaś same testy zakończyły się w 2013 roku. Automatyczny samobieżny moździerz Rak w wariancie kołowym SMK120 w czerwcu 2015 roku osiągnął gotowość do produkcji seryjnej.
W marcu 2016 roku rozpoczęto negocjacje w sprawie zakupu pierwszej seryjnej partii moździerzy Rak wraz ze sprzętem towarzyszącym. W kwietniu 2016, z konsorcjum firm Huta Stalowa Wola S.A. oraz ROSOMAK S.A. została podpisana umowa na dostawę w latach 2017–2019 ośmiu KMO Rak, tj. 64 szt. moździerzy M120K oraz 32 szt. Wozów Dowodzenia (AWD). W październiku 2019 podpisana została kolejna umowa na dostawę dwóch KMO Rak oraz dwóch moździerzy do szkolenia w Centrum Szkolenia Artylerii i Uzbrojenia w Toruniu, tj. 18 szt. moździerzy M120K i 8 szt. AWD. W maju 2020 Inspektorat Uzbrojenia podpisał umowę z konsorcjum HSW oraz ROSOMAK S.A. na dostawę kolejnych 5 KMO Rak. Przedmiotem umowy jest 40 szt. moździerzy RAK oraz 20 szt. AWD.
W 2019 roku zaprezentowano finalny prototyp SMG 120 Rak.

## Opis techniczny

### Nośnik systemu
Moździerz Rak może być budowany na różnych podwoziach. Podwozie gąsienicowe, zaprezentowane przez HSW, bazuje na Lekkim Podwoziu Gąsienicowym (LPG), zaś kołowe na transporterze KTO Rosomak.

#### Nośnik gąsienicowy
Prototyp został osadzony na podwoziu LPG. Pojazd napędza silnik MTU 6V199 TE20 o mocy 260 kW. Szerokość nośnika wynosi 2,87 metra zaś długość 7,37 metra. Zastosowany w pojeździe napęd pozwala na osiągnięcie prędkości maksymalnej 60 km/h (po drogach). Zapas paliwa w SMG 120 pozwala na pokonanie odległości 500 km. Nośnik pozwala na pokonywanie wzniesień o nachyleniu do 60%, maksymalny przechył boczny wynosi 30%. Możliwe jest także pokonywanie przeszkód pionowych o wysokości do 0,4 metra, rowów o szerokości 2 metrów oraz brodzenia do głębokości 1,5 metra. Opancerzenie zapewnia odporność balistyczną zgodną z poziomem I wg STANAG 4569.
Prototyp na pierwotnym podwoziu LPG, z zawieszeniem na drążkach skrętnych, został wykonany w 2012 roku i ukończył badania kwalifikacyjne w 2015 roku, a w kwietniu 2021 roku został przekazany do eksploatacji w Centrum Szkolenia Artylerii i Uzbrojenia w Toruniu. Dalsze moździerze Rak na podwoziu gąsienicowym do tej pory nie były zamawiane (stan na 2021 rok).
Proponowany wariant seryjny ma otrzymać zawieszenie hydropneumatyczne i układ jezdny z sześcioma kołami nośnymi w miejsce siedmiu i trzema kołami podtrzymującymi na każdej z burt. Zawieszenie hydropneumatyczne zastosowano w wersji demonstratora pojazdu zaprezentowanej w 2019 roku.
W przyszłości jednostka ogniowa Raka może zostać osadzona na podwoziu BWP Borsuk, po pozytywnym przejściu badań kwalifikacyjnych. W 2013, w ramach targów MSPO, producent zaprezentował implementację moździerza na podwoziu niemieckiego bojowego wozu piechoty Marder.

#### Nośnik kołowy
Moździerz Rak w służbie polskiej został osadzony na podwoziu kołowym transportera opancerzonego Rosomak. Jest to zmodyfikowane podwozie bazowe, o długości 7,7 metra i szerokości 2,8 metra. Zastosowany w pojeździe silnik SCANIA DI1249A03P o mocy 294 KM pozwala osiągnąć prędkość maksymalną wynoszącą 80 km/h (po drogach). Zapas paliwa starcza na pokonanie odległości 500 km. Nośnik pozwala na pokonywanie wzniesień o nachyleniu do 60%, maksymalny przechył boczny to 35%. Możliwe jest także pokonywanie przeszkód pionowych o wysokości do 0,5 metra, rowów o szerokości 2,1 metra oraz brodzenia do głębokości 1,5 metra. Opancerzenie zapewnia odporność balistyczną zgodną z poziomem I wg STANAG 4569.

### System wieżowy i amunicja

#### System wieżowy
Głównym elementem systemu Rak jest 120-mm moździerz samobieżny MAHSW. Zgodnie z założeniami wieża moździerza jest autonomiczna oraz posiada możliwość montażu na dowolnym podwoziu o wystarczającej nośności. Konstrukcja wieży spawana jest z blach stalowych zapewniających ochronę balistyczną na poziomie 1 według STANAG 4569. Sam moździerz jest zaś działem samoczynnym, działającym na zasadzie długiego odrzutu lufy, ładowanie następuje w każdym jej położeniu. Broń posiada monolityczną lufę o długości 25 kalibrów, zamek klinowy o ruchu pionowym i hydrauliczny układ powrotny. Napęd wieży jest elektryczny, jednak awaryjnie może zostać załączone poruszanie ręczne. System jest wyposażony w cyfrowy system kierowania ogniem, składający się m.in. z kamery termalnej i dalmierza laserowego, dzięki czemu może skutecznie działać w dzień i w nocy, system celowniczy z celownikiem do strzelania na wprost, z kamerą termowizyjną i dalmierzem laserowym, układ automatycznego naprowadzania działa na cel, system zarządzania łącznością Fonet z radiostacją RRC-9311AP, hybrydowy system nawigacyjny. Załoga dysponuje dzienno-nocnymi przyrządami obserwacyjnymi (dowódca systemem obserwacji okrężnej).
Dane może m.in. czerpać z bezzałogowego statku powietrznego FlyEye. Moździerz Rak może strzelać zdalnie jako broń bezzałogowa, wykorzystując komendy i dane przekazywane drogą elektroniczną do komputera pojazdu. System zdolny jest do oddawania celnych strzałów na odległość od 8 do 12 km. Oprócz standardowych granatów może strzelać pociskami z ładunkiem kumulacyjnym, zwalczając pojazdy opancerzone, np. wozy bojowe, amunicją dymną oraz oświetlającą. Czas przejścia z położenia marszowego w położenie bojowe – maks. 120 sekund, stanowisko ogniowe może opuścić w przeciągu 15 sekund od wystrzelenia ostatniego granatu. Jednostka ognia składa się z 46 pocisków. Amunicja ładowana jest za pomocą automatu ładowania.

#### Amunicja

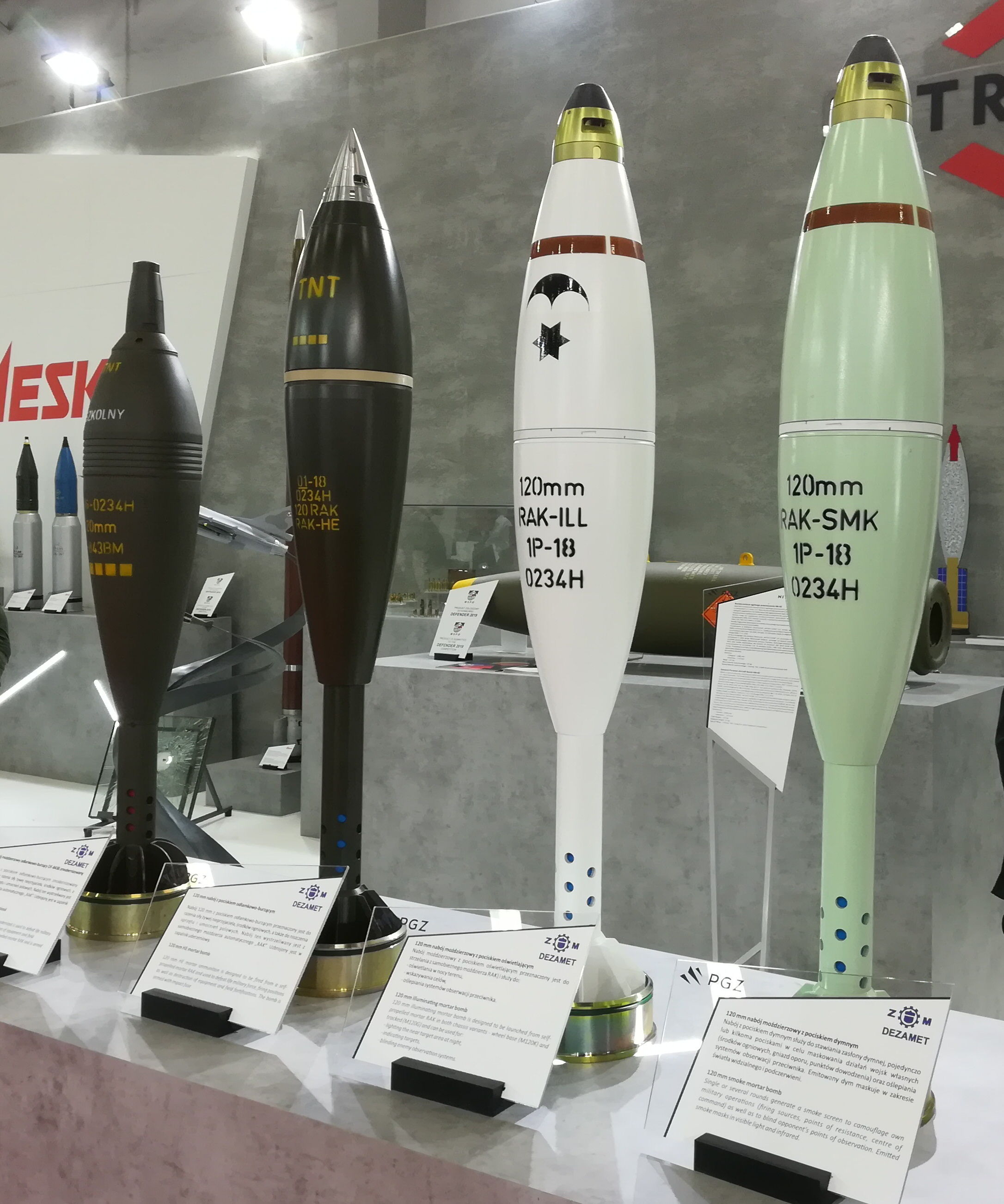
Amunicja moździerza Rak

Początkowo, do czasu wdrożenia nowoczesnej amunicji, polskie Raki używały starych granatów OF843B i OF843A do moździerzy holowanych, zmodernizowanych przez zastosowanie specjalnych okuć, o masie 16,02 kg i donośności 6900 m, przewidzianych do szkolenia. Resort obrony narodowej w 2012 roku podpisał z konsorcjum Dezametu oraz Wojskowego Instytutu Technicznego Uzbrojenia umowę na opracowanie czterech typów 120-mm amunicji: pocisków odłamkowo-burzących HE wypełnionych trotylem, pocisków odłamkowo-burzących HE elaborowanych mało wrażliwą mieszanką K-43, pocisków dymnych (SMK) oraz oświetlających (ILL). W 2020 roku pomyślnie zakończyły się testy amunicji odłamkowo-burzącej HE wypełnionej trotylem. Nowa amunicja ma zasięg ponad 10 kilometrów, zaś modyfikowana OF843A/B osiąga maksymalny zasięg około 8 kilometrów.
Produkowane od 2019 roku pojazdy oraz zmodernizowane starsze otrzymały możliwość strzelania amunicją o długości 830 mm w trybie automatycznego ładowania i o długości 1000 mm w trybie ręcznego ładowania.
W 2021 roku wojsko zamówiło w konsorcjum spółek PGZ pierwszą partię ponad 23 tysięcy pocisków RAK-HE-1 o donośności ponad 10 km.

### Wyposażenie elektroniczne
Na wyposażenie elektroniczne moździerza samobieżnego Rak składają się:
- celownik optoelektroniczny do strzelania na wprost z kamerą termowizyjną i dalmierzem laserowym;
- układ automatycznego naprowadzania działa na cel;
- system ładowania – możliwość ładowania w pełnym zakresie kątów obrotu;
- system wykrywania promieniowania laserowego Obra-3 SSP-1;
- komputer balistyczny z systemem SKO TOPAZ;
- system łączności wewnętrznej – FONET;
- przyrządy obserwacyjne dowódcy dzienno-nocne;
- system obserwacji dookrężnej;
- inercyjny system nawigacji TALIN 5000 z modułem GPS (oraz hodometrem zamontowanym w podwoziu);
- system łączności zewnętrznej – radiostacja cyfrowa UKF RRC 9311 AP.

### Kompanijny Moduł Ogniowy
Zestaw ogniowy Kompanijnych Modułów Ogniowych (KMO) 120-milimetrowych samobieżnych moździerzy Rak składa się z ośmiu moździerzy samobieżnych; dodatkowo pojedynczy KMO składa się także z czterech Artyleryjskich Wozów Dowodzenia (AWD), zbudowanych na bazie kołowego transportera opancerzonego Rosomak (analogicznie tak jak w nośniku moździerza), trzech Artyleryjskich Wozów Amunicyjnych (AWA), zbudowanych na bazie ciężarówki Jelcz 882.53 w układzie napędowym 8×8, jednego Artyleryjskiego Wozu Remontu Uzbrojenia (AWRU), zbudowanego na bazie pojazdu Jelcz P662D.35 oraz dwóch Artyleryjskich Wozów Rozpoznania (AWR). Próby wozu i badania kwalifikacyjne zakończono w HSW na początku 2021 z wynikiem pozytywnym. AWR osadzony jest na zmodyfikowanym podwoziu bazowym transportera Rosomak. Obecnie (stan na 2025), brak na wyposażeniu Modułów Ogniowych, oraz brak zamówień na produkcję ze strony Agencji Uzbrojenia.

## Dane techniczno-taktyczne
- Kaliber – 120 mm[2]
- Liczba luf – 1[2]
- Szybkostrzelność – od 6 do 8 pocisków na minutę[24]
- Zapas amunicji – 46 szt.[5]
- Donośność maksymalna – ok. 12 000 m[27]
- Czas osiągnięcia gotowości do strzelania – 120 s[17]
- Czas opuszczenia stanowiska ogniowego – 15 s[17]

## Służba

### Polska
SM Rak są obecnie wykorzystywane w Wojskach Lądowych przez:
- 1 batalion w Międzyrzeczu, 17 Brygada Zmechanizowana w Międzyrzeczu (11 Dywizja Kawalerii Pancernej) od czerwca 2017 r.
- 7 batalion w Wędrzynie, 17 Brygada Zmechanizowana w Międzyrzeczu (11 Dywizja Kawalerii Pancernej) od czerwca 2017 r.
- 1 batalion w Szczecinie, 12 Brygada Zmechanizowana w Szczecinie (12 Dywizja Zmechanizowana) od listopada 2017 r.[9]
- 2 batalion w Giżycku, 15 Brygada Zmechanizowana w Giżycku (16 Pomorska Dywizja Zmechanizowana) od stycznia 2018 r.
- 1 batalion w Rzeszowie, 21 Brygada Strzelców Podhalańskich (18 Dywizja Zmechanizowana) od sierpnia 2018 r.
- 5 batalion w Przemyślu, 21 Brygada Strzelców Podhalańskich w Rzeszowie (18 Dywizja Zmechanizowana) od października 2018 r.
- 1 batalion w Orzyszu, 15 Brygada Zmechanizowana w Giżycku (16 Pomorska Dywizja Zmechanizowana) od lipca 2019 r.[29]
- 3 batalion w Stargardzie, 12 Brygada Zmechanizowana w Szczecinie (12 Dywizja Zmechanizowana) od listopada 2019 r.[9]
- Centrum Szkolenia Artylerii i Uzbrojenia im. gen. Józefa Bema w Toruniu od 2020 r.[30]
- 2 batalion w Stargardzie, 12 Brygada Zmechanizowana w Szczecinie (12 Dywizja Zmechanizowana) od lipca 2021r.
- 22 Karpacki Batalion Piechoty Górskiej im. gen. dyw. Bronisława Prugara-Ketlinga w Kłodzku, 21 Brygada Strzelców Podhalańskich (18 Dywizja Zmechanizowana) od października 2021r.[31]
- 3 Batalion Strzelców Podhalańskich w Wojnarowej (formowanie nowo powstałego batalionu rozpoczęto w 2021 roku, w Przemyślu,  21 Brygada Strzelców Podhalańskich (18 Dywizja Zmechanizowana) od listopada 2022 r.[32]
- batalion, 15 Brygada Zmechanizowana w Giżycku (16 Pomorska Dywizja Zmechanizowana) od czerwca 2023[33].

### Ukraina
W 2023 roku nieujawniona oficjalnie liczba pojazdów – prawdopodobnie 16 (dwa Kompanijne Moduły Ogniowe) została przekazana Ukrainie w ramach pomocy w związku z wojną rosyjsko-ukraińską. Trafiły one na uzbrojenie 44 Samodzielnej Brygady Zmechanizowanej.

## Modernizacja
HSW S.A. opracowała w 2024 roku zmodernizowany system wieżowy M69 moździerza 120 mm, przewidziany do montażu na podwoziu kołowym lub gąsienicowym. Różni się od poprzedniego zmianami w korpusie wieży – mniejszą wysokością, większym pochyleniem przednich płyt i wydłużoną tylną częścią. Zmieniono układ ładowania, wydłużono lufę do 33 kalibrów, a większy stopień automatyzacji poprawił ergonomię załogi. Dodatkowo został zwiększony poziom ochrony balistycznej, oraz zwiększona szybkostrzelność z 6-8 strzałów, do około 10-12 strzałów na minutę, zapewnioną przez nowy układ dosyłania amunicji.

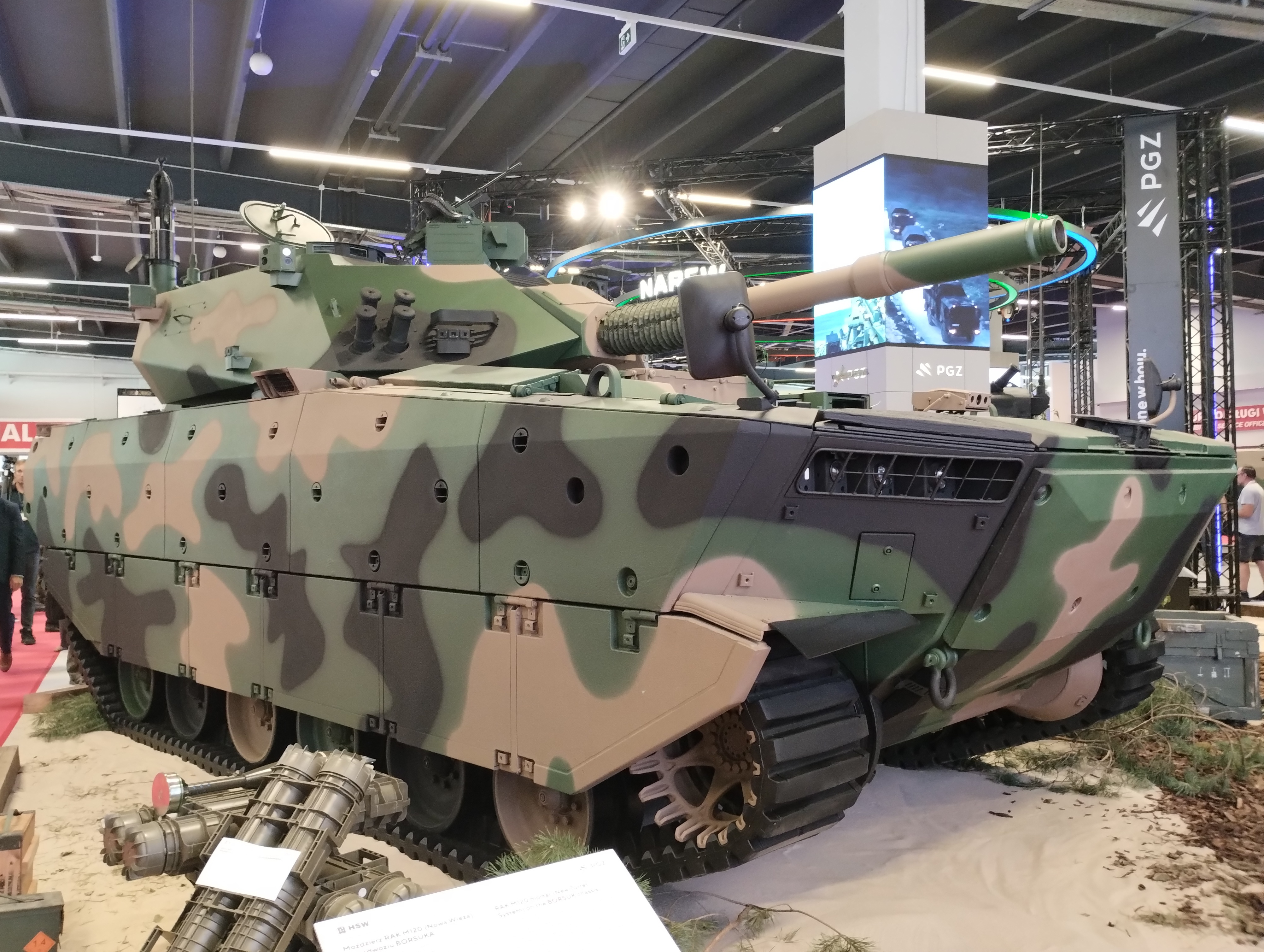
M120G Rak (wersja z 2024)

Na Międzynarodowym Salonie Przemysłu Obronnego w Kielcach - 2024, Huta Stalowa Wola zaprezentowała system wieżowy M69 120 mm moździerza M120G, na nowym podwoziu gąsienicowym z zawieszeniem hydropneumatycznym, całkowicie wykonanym w HSW S.A. W stosunku do poprzedniej wersji samobieżnego moździerza gąsienicowego SMG M120 Rak, na Lekkim Podwoziu Gąsienicowym, w nowym podwoziu zastosowano: zawieszenie hydropneumatyczne, dodano 3 rolki podtrzymujące gąsienice, zredukowano liczbę kół jezdnych z 14 do 12. Zmianie uległa też konstrukcja podłogi nośnika – zrezygnowano z wykorzystania dolnej części korpusu armato-haubicy Goździk i wykonano od podstaw nową konstrukcję, która umożliwia zwiększenie poziomu ochrony przeciwminowej. Konstrukcja nowego podwozia nawiązuje do wyglądu BWP Borsuk.